# Ternois

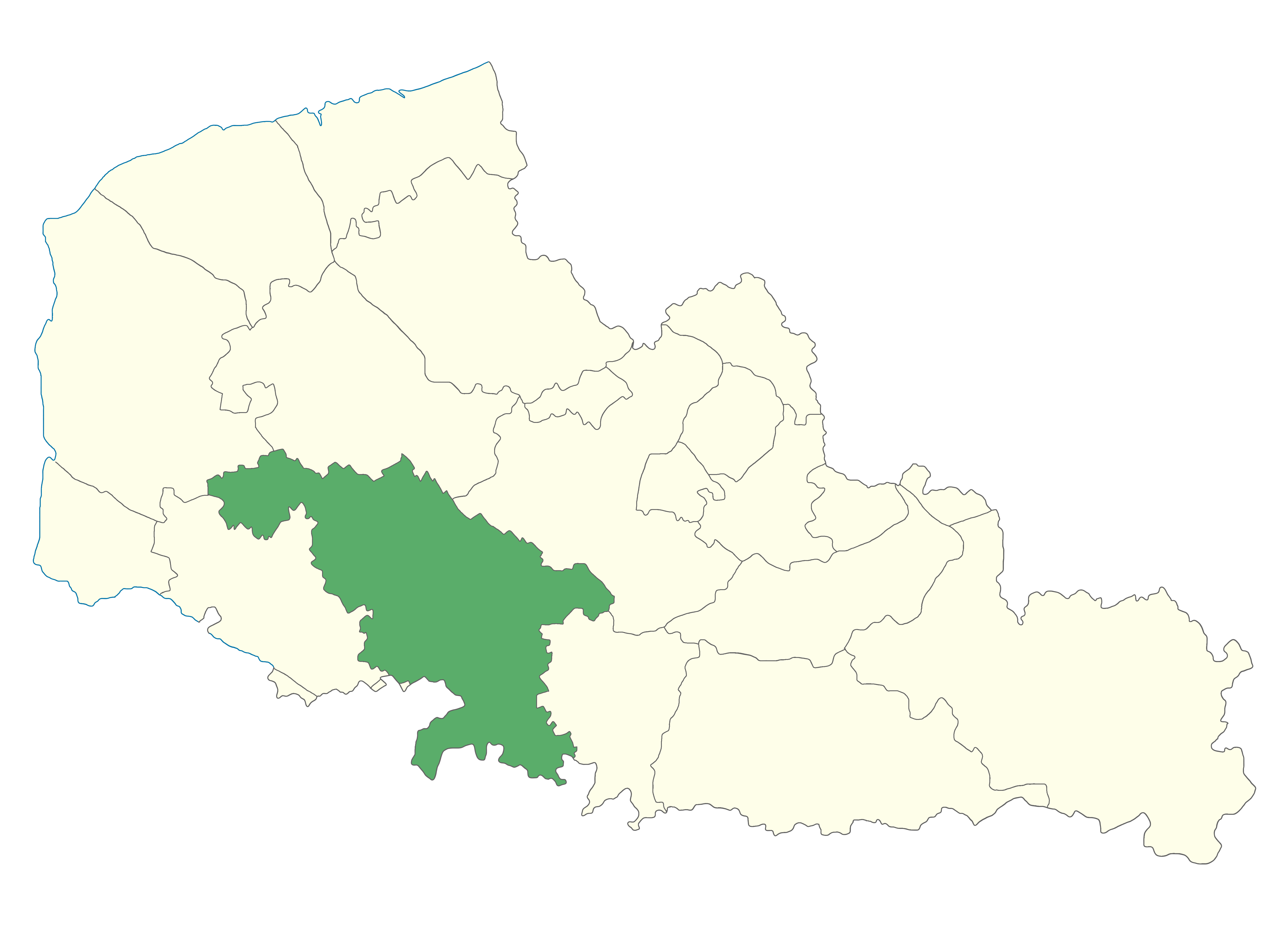
Huidige locatie in Nord-Pas de Calais

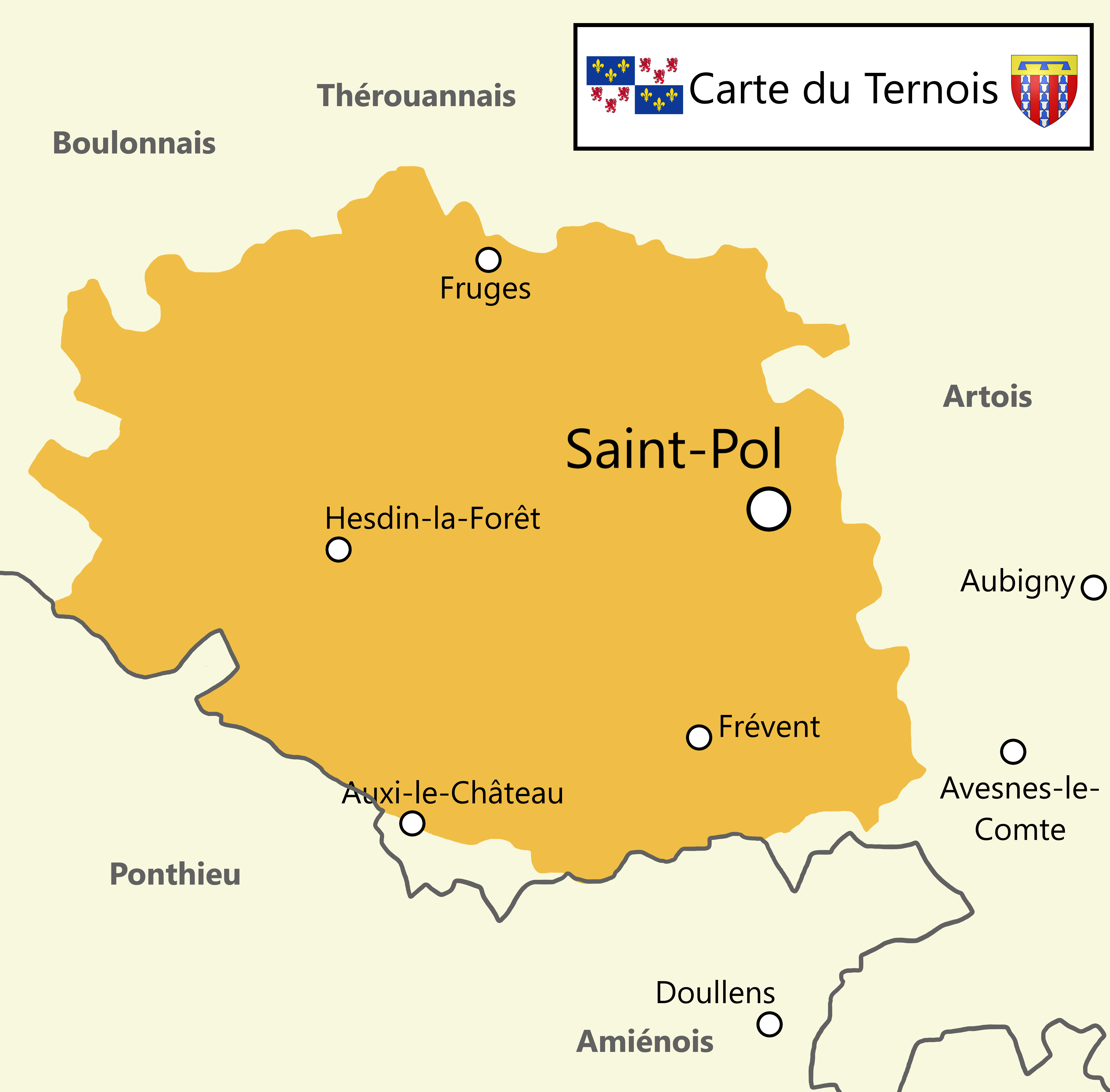
Detailkaart met de belangrijkste gemeenten

Administratieve indeling van het gebied omstreeks 1700

Ternois is een streek rond Saint-Pol-sur-Ternoise, in het noorden van Frankrijk. De gebiedsnaam is ontleend aan een Frankische gouw, de pagus Tarwanensis, die echter ook Terwaan, Ariën, Lillers en Hesdin omvatte.

## Geschiedenis
De pagus Tarwanensis kwam vermoedelijk tot stand in de 7e eeuw, toen het bisdom Terwaan verdeeld werd in graafschappen (Isseretius, Mempescus, Bononiensis en Tarwanensis). Hiervan omvatte Tarwanensis/Ternois de centrale stad Terwaan, en alles ten zuiden en ten oosten ervan. Binnen de stad lag nog de immuniteit van de bisschop en het kapittel, een kleine kerkelijke enclave. Ternois lag tussen twee andere graafschappen, Boulogne en Artesië, die vanaf 933 toebehoorden aan Arnulf I van Vlaanderen. Wellicht voelde de graaf zich hierdoor genoodzaakt om Arnulf te erkennen als zijn suzerein.
Vanaf 1191 vormde Ternois daarentegen een uitloper van Vlaams gebied. In de nasleep van de Vlaamse nederlaag bij Bouvines (1214) werd de graaf van Ternois uiteindelijk een rechtstreekse vazal van de koning van Frankrijk. Zijn graafschap werd verkleind tot het centrale Saint-Pol-sur-Ternoise (het "graafschap Saint-Pol"). De omgeving van Terwaan kwam onder rechtstreeks gezag van de koning (het "koningsgebied Terwaan" oftewel le régale de Thérouanne). Ariën, Lillers en Hesdin werden voorlopig opgenomen in het kroondomein en zouden in 1237 toegekend worden aan Robert I van Artesië. Terwijl het graafschap Artesië later deel uitmaakte van de Bourgondische en Spaanse Nederlanden, bleven Saint-Pol en Terwaan twee enclaves van Frankrijk.
Ternois vormde vaak een strijdtoneel. De bekendste veldslag was de Slag bij Azincourt (1415), langs de hoofdweg van Abbeville naar Terwaan. Verder naar het noorden vonden vier grote veldslagen plaats, allen langs een hoofdweg van Boulogne naar Terwaan: bij Fauquembergues (925, tussen Arnulf I van Vlaanderen en Rollo de Normandiër), bij Enguinegatte (in 1479 en in 1513) en bij Renty (in 1554). Tijdens de Italiaanse Oorlogen liet keizer Karel V het kasteel van Saint-Pol volledig verwoesten (1537). Een Frans leger nam het kasteel van Hesdin in, dat vervolgens door Karel V heroverd en ontmanteld werd in 1553. Uiteindelijk kwam de volledige streek onder Franse controle gedurende de Frans-Spaanse Oorlog (1635-1659).

## Taalkundige situatie
Hoewel Ternois, Hesdin en Saint-Pol soms een vertaling krijgen als "Ternaas", "Heusden" en "Sint-Pauwels", zijn dit 19e- en 20e-eeuwse reconstructies die niet berusten op een historische werkelijkheid. Enkel het noordelijke gedeelte van Ternois heeft enige tijd tot het taalgebied van het Oudnederlands behoord, zoals geattesteerd wordt door plaatnamen die eindigen op "-ingaheim" (Wicquinghem, Radinghem, Matringhem, enz.) en "-heem" (onder andere Cuhem en Westrehem). Deze plaatsnamen stammen uit de eerste eeuwen van het Frankische Rijk. De streek begon snel opnieuw te verfransen, waardoor woonkernen uit de 12e eeuw en recenter reeds allemaal een benaming van Romaanse oorsprong hebben.

## Toponiemen
De naam komt nog voor in verschillende gemeentenamen in de streek: Conteville-en-Ternois, Croix-en-Ternois, Gouy-en-Ternois, Monts-en-Ternois en Œuf-en-Ternois.
De naam vindt men ook terug in de naam van de rivier Ternoise.